# بطولة ويمبلدون 1937
قائمة ببطولات ويمبلدون لسنة 1937:

## فردي رجال
دون بدج هزم جوتفرايد فون كرام . النتيجة: 6-3 6-4 6-2

## فردي سيدات
دوروثي راوند ليتل هزمت  جادويغا يادريزويسكا. النتيجة: 6-2, 2-6, 7-5